# إنريكي روتشا
إنريكي روتشا (بالإسبانية: Enrique Rocha)‏ هو ممثل مكسيكي، ولد في 5 يناير 1940 في المكسيك.

## وصلات خارجية
- إنريكي روتشا على موقع IMDb (الإنجليزية)
- إنريكي روتشا على موقع روتن توميتوز (الإنجليزية)
- إنريكي روتشا على موقع أول موفي (الإنجليزية)
- إنريكي روتشا على موقع قاعدة بيانات الفيلم (الإنجليزية)